# El Limón (Jalisco)
El Limón es una localidad del estado mexicano de Jalisco. Es cabecera del municipio de El Limón.

## Demografía
| Gráfica de evolución demográfica |
|                                  |

| Censo | Población |
| ----- | --------- |
| 1900  | 1 858     |
| 1910  | 1 935     |
| 1921  | 2 523     |
| 1930  | 2 938     |
| 1940  | 2 362     |
| 1950  | 2 738     |
| 1960  | 3 158     |
| 1970  | 3 441     |
| 1980  | 7 277     |
| 1990  | 3 140     |
| 2000  | 3 147     |
| 2010  | 3 102     |
| 2020  | 3 125     |